# Haffner (Familienname)
Haffner ist ein deutscher Familienname.

## Namensträger
- Alex Haffner (1883–1969), deutscher Manager und Politiker
- Alfred Haffner (Prähistoriker) (* 1938), deutscher Prähistoriker
- Alfred Haffner (Fußballspieler) (* 1949), österreichischer Fußballspieler
- August Haffner (1869–1941), österreichischer Semitologe
- Augustin Haffner (um 1550–1616), österreichischer Politiker, Bürgermeister von Wien
- Charles Haffner (* 1976), französischer Fußballspieler
- Dorothee Haffner (* 1959), deutsche Kunsthistorikerin
- Eduard Haffner (1804–1889), deutsch-baltischer Pädagoge, Hochschullehrer sowie Rektor der Universität Dorpat
- Erik Haffner (* 1976), deutscher Regisseur
- Erna Haffner (1912–1989), deutsche Schauspielerin, Komikerin, Sängerin und Synchronsprecherin
- Ernst Haffner (um 1900–nach 1938), deutscher Schriftsteller
- Eszter Haffner (* 1969), ungarische Violinistin, Bratschistin und Hochschullehrerin
- Félix Haffner (1818–1875), französischer Maler
- Felix Haffner (Mediziner) (1886–1953), deutscher Pharmakologe und Toxikologe
- Friedrich Wilhelm Haffner (1760–1828), deutscher Theaterschauspieler und Sänger
- Gertrud Theiner-Haffner (1912–1989), österreichische Schriftstellerin
- Hans Haffner (1912–1977), deutscher Astronom
- Harry Haffner (1900–1969), deutscher Jurist und Nationalsozialist
- Hermann Haffner (1837–1902), württembergischer Stadtschultheiß und Landtagsabgeordneter
- Isaak Haffner (Isaac Haffner; 1751–1831), Theologe
- Josef Haffner (1813–1883), österreichischer Politiker des Abgeordnetenhauses
- Johann Christoph Haffner (1668–1754), deutscher Kupferstecher
- Johann Georg Haffner (1775–1830), deutsch-französischer Arzt
- Johann Ulrich Haffner (1711–1767), deutscher Musikverleger
- Karl Haffner (Dramatiker) (1804–1876), deutscher Dramatiker
- Karl von Haffner (1855–1944), deutscher Jurist, Beamter und Kirchenfunktionär
- Karl Haffner (Chorleiter) (1930–2022), deutscher Chorleiter
- Konstantin von Haffner (1895–1985), deutscher Zoologe und Kurator am Zoologischen Museum Hamburg
- Martin Haffner (1777–1839), deutscher Gutsbesitzer und Politiker
- Melchior Haffner (1660–1704), deutscher Kupferstecher
- Oliver Haffner (* 1974), deutscher Regisseur
- Paul Haffner (1905–2001), deutscher Lehrer und Botaniker
- Paul Leopold Haffner (1829–1899), deutscher Theologe, Bischof von Mainz
- Peter Haffner (* 1953), Schweizer Journalist und Schriftsteller
- Sarah Haffner (1940–2018), deutsch-britische Malerin und Autorin
- Sebastian Haffner (1907–1999), deutscher Publizist
- Sigmund Haffner (Künstler) (um 1465/70–1529), deutscher Bildschnitzer und Maler
- Sigmund Haffner der Ältere (1699–1772), österreichischer Politiker
- Sigmund Haffner der Jüngere (1756–1787), österreichischer Unternehmer und Philanthrop
- Stefan Haffner (* 1962), deutscher Autor
- Steffen Haffner (* 1940), deutscher Sportjournalist
- Walter Haffner (* 1958), Schweizer Diplomat
- Walther Haffner (1925–2002), deutscher Kirchenmusiker
- Willibald Haffner (1935–2011), deutscher Geograph
- Wolfgang von Haffner (1810–1887), dänischer General und Politiker
- Wolfgang Haffner (* 1965), deutscher Jazz-Schlagzeuger